# Марко Николич (футбольний тренер)
Марко Николич (серб. Марко Николић / Marko Nikolić, нар. 20 липня 1979, Белград) — сербський футбольний тренер.

## Кар'єра тренера
Марко Николич почав займатися футболом у молодіжній команді «Рад», пройшовши в ній всі рівні підготовки. У 1998 році він був відданий в оренду в клуб третього дивізіону «Дорчол», проте незабаром отримав важку травму і був змушений завершити ігрову кар'єру.
Незабаром після цього почав працювати тренером. Сім років він очолював молодіжну команду «Рада», за яку виступав сам зовсім недавно, потім ненадовго став асистентом головного тренера команди, і, нарешті, восени 2008 року сам очолив команду. У віці 29 років Николич став наймолодшим тренером в історії сербського футболу. У першому матчі під його керівництвом «Рад» з рахунком 1:0 здолав «Воєводину», а за підсумками сезону команда зуміла уникнути пониження в класі. Сезон 2010/11 команда завершила на 4-му місці, кваліфікувавшись в Лігу Європи. Після цього успіху молодий тренер покинув пост.
Пропрацювавши деякий час з юнацькою збірної Сербії до 18 років, Николич в березні 2012 року повернувся в «Рад», відпрацювавши в ньому ще сезон.
7 червня 2013 року Ніколіч був призначений головним тренером «Воєводини», але пропрацювавши в ній всього півроку покинув пост за взаємною згодою сторін.
16 грудня 2013 року вперше очолив «Партизан», який був чинним чемпіоном країни, змінивши на посту Вука Рашовича. Однак відстояти чемпіонський титул команда не зуміла, ставши за підсумками сезону лише другою. Наступний сезон на чолі «Партизана» Николич не допрацював і був звільнений 25 березня 2015 року. Вже після його відходу команда все ж зуміла стати чемпіоном.
11 січня 2016 року тренер очолив словенський клуб «Олімпія» з Любляни, але пропрацював у ній лише три місяці. 14 квітня Николич був дискваліфікований на сім матчів і оштрафований на 1500 євро, після того як образив гравця своєї команди на расистському ґрунті кількома днями раніше. В результаті 18 квітня розірвав контракт з клубом за взаємною згодою.
16 серпня 2016 року Николич повернувся в «Партизан», підписавши з клубом дворічний контракт. Під його керівництвом «чорно-білі» видали 37-матчеву безпрограшну серію (вигравши 33 матчі і ще чотири закінчивши внічию) і виграли «золотий дубль». Після цього успіху тренер вважав за краще залишити займаний пост.
6 червня 2017 року став головним тренером угорського клубу «Відеотон», з яким у перший же сезон виграв чемпіонський титул, а на наступний рік завоював Кубок Угорщини. 25 листопада 2019 року після кількох невдалих матчів Николич був звільнений зі своєї посади.
14 травня 2020 року був призначений на посаду головного тренера московського «Локомотива», змінивши на цій посаді Юрія Сьоміна. У першому матчі під керівництвом Николич «залізничники» здобули перемогу над «Оренбургом» (1:0), проте велика частина активних фанатів клубу покинула трибуни на 20-й хвилині гри, висловивши тим самим протест проти звільнення Сьоміна, якого сам Николич назвав головною легендою «Локомотива». До кінця сезону «Локомотиву» під керівництвом Николича вдалося утримати друге місце в чемпіонаті, що дало право виступити в груповому етапі Ліги чемпіонів на наступний сезон. Втім там команда виступила вкрай невдало, не здобувши жодної перемоги і посіла останнє місце у групі.
7 жовтня 2021 року стало відомо, що сербського спеціаліста звільнили з посади головного тренера московського клубу.

## Титули і досягнення

### «Партизан»
- Чемпіон Сербії: 2016/17
- Володар Кубка Сербії: 2016/17

### «Відеотон» / «МОЛ Віді»
- Чемпіон Угорщини: 2017/18
- Володар Кубка Угорщини: 2018/19

### «Локомотив»
- Володар Кубка Росії: 2020/21

### «Шабаб Аль-Аглі»
- Володар Суперкубка ОАЕ: 2023

### ЦСКА
- Володар Кубка Росії: 2024/25

### Індивідуальні
- Найкращий тренер сезону Сербської Суперліги: 2016/17[17]